# Nikodim Chibisov
Nikodim Chibisov, (ryska: Никодим Чибисов; kyrkslaviska: Нїкоди́мъ Чибисовъ) född som Jurij Valerjevitj Chibisov (Юрий Валерьевич Чибисов) den 30 december 1969 i Pavlovskij Posad, dåvarande Sovjetunionen, är en rysk-ortodox biskop och som är den nuvarande (juni 2025) styrande metropoliten för Novosibirsks stift.

## Biografi

### Vägen till kyrkan
Sedan barnsben brukade Chibisov besöka Herrens himmelsfärds kyrka i Pavlovskij Posad, där han sjöng i kören.
År 1985 tog han gymnasieexamen från Pavlovo-Posads gymnasieskola. Mellan 1988 och 1990 tjänstgjorde han i Sovjetunionens väpnade styrkor.
Från 1990 bidrog han till restaureringen av Förbönskyrkan som också låg i Pavlovskij Posad, där han bland annat arbetade som kyrkvaktmästare och utförde andra uppgifter. Senare omvandlades kyrkan till Pokrovsko-Vasilievsky-klostret.
1992 påbörjade han studier vid Moskvas teologiska seminarium. Efter att han tog examen där började han undervisa vid Saratovs teologiska seminarium.

### Chibisov under tjänst i kyrkan
Den 7 januari 1998 vigdes han till diakon av ärkebiskop Alexander av Saratov och Volsk, och den 18 januari samma år prästvigdes han.
Den 29 april 1998 utsågs han till tillförordnad rektor och ansvarig för restaureringsarbetet av Treenighetskatedralen i Saratov. Den 12 oktober samma år blev han rektor för en annan kyrka i byn Alexandrov Gai.
I januari 1999 blev han präst i en kyrka i Moskva och den 13 augusti 1999 utsågs han att tjänstgöra i Zachatijevskijklostret.
År 2000 tog han examen från Moskvas teologiska akademi i sin frånvaro.
Den 27 december 2007 beslutade Rysk-ortodoxa kyrkans heliga synod att viga honom till biskop av Sjatura.

## Lista över datum av beslutanden från Rysk-ortodoxa kyrkans heliga synod
- Rysk-ortodoxa kyrkans heliga synod utsåg Chibisov till styrande biskop av Anadyrs stift den 31 mars 2009.[1][2]
- Den 30 maj 2011 beslutade synoden att han skulle bli styrande biskop för det nybildade Jenisejs stift.[1]
- Samma datum 2014 utsågs han till överhuvud av Tjeljabinsks metropol.[1][2]
- Den 8 juni samma år upphöjdes han till metropolit av Rysk-ortodoxa kyrkans patriark, Kirill av Moskva.[1][2]
- Sedan den 27 december 2016 bär han titeln Metropolit av Tjeljabinsk och Miass.[1][2]
- Den 28 december 2018 beslutade synoden att utse honom till överhuvud för Novosibirsks metropol.[1][2]